# Proceratophrys concavitympanum
Proceratophrys concavitympanum är en groddjursart som beskrevs av Giaretta, Bernarde och Marcelo N. de C. Kokubum 2000. Proceratophrys concavitympanum ingår i släktet Proceratophrys och familjen Cycloramphidae. IUCN kategoriserar arten globalt som otillräckligt studerad. Inga underarter finns listade i Catalogue of Life.